# Mircea Dinescu
Mircea Dinescu (* 11. November 1950 in Slobozia) ist ein rumänischer Schriftsteller, Redakteur und Bürgerrechtler.

## Leben
Mircea Dinescu ist der Sohn von Stefan Dinescu und Aurelia Badea, die beide Arbeiter waren. 1969 machte Dinescu sein Abitur. Noch als Schüler wurde 1967 sein erstes Gedicht in der Zeitschrift Luceafărul abgedruckt, für die er ab 1976 auch als Redakteur tätig war. Von 1982 bis 1989 arbeitete er bei der Literaturzeitschrift România Literară des rumänischen Schriftstellerverbandes. An der als Kaderschule bekannten Ștefan-Gheorgiu-Akademie in Bukarest absolvierte Dinescu parallel von 1979 bis 1984 ein Journalismus-Studium.
Zu Beginn seiner literarischen Karriere wurde Dinescu als großes Talent gefeiert („Rumänischer Majakowski“). Aufgrund seiner gesellschaftskritischen Haltung wurde Dinescu bald zum Enfant terrible und fiel später beim Regime Nicolae Ceaușescus in Ungnade. Im Jahre 1985 erhielt er Publikationsverbot. Als die französische Zeitung Libération im März 1989 ein regimekritische Passagen enthaltendes Interview mit ihm abdruckte, verlor er zudem seine Arbeit als Redakteur bei der Zeitschrift România literară und wurde unter Hausarrest gestellt.
Als Stimme der Opposition war Dinescu maßgeblich in die revolutionären Bestrebungen gegen Ceaușescu eingebunden. Am 22. Dezember 1989 verkündete er aus einem Studio des rumänischen Fernsehens den erfolgreichen Sturz der Diktatur. Nach der rumänischen Revolution wurde er Mitglied des Rates der Front der Nationalen Rettung und hatte von 1990 bis 1996 das Amt des Präsidenten des rumänischen Schriftstellerverbandes inne. Im Jahre 1991 wurde er Ehrenbürger der Universität Augsburg. Er gehört zu den einflussreichsten Schriftstellern Rumäniens.
2005 war Dinescu mit Cristian Tudor Popescu Mitbegründer der Zeitung Gândul.
Dinescu besitzt ein Restaurant in Bukarest. Er moderiert im Fernsehsender TVR 1 die Sendung Politică și delicatețuri, in der er mit einem prominenten Gast kocht und diskutiert.

## Auszeichnungen
- 1971: Preis des rumänischen Schriftstellerverbandes
- 1976: Preis des rumänischen Schriftstellerverbandes
- 1978: Mihai-Eminescu-Preis der Rumänischen Akademie
- 1981: Preis des rumänischen Schriftstellerverbandes
- 1986: Preis des rumänischen Schriftstellerverbandes
- 1989: Poetry International Award der holländischen Poetry International Award Stiftung

## Werke (Auswahl)

### Rumänische Sprache
- La dispoziția dumneavoastră. 1979
- Democrația naturii. 1981
- Exil pe-o boabă de piper. 1983
- Rimbaud negustorul. 1985
- Proprietarul de poduri. Antologie 1968–1985. Verlag Editura Seara, Bukarest 1990
- Pamflete vesele și triste, 1990–1996. Verlag Editura Seara, Bukarest 1996
- O beție cu Marx. Verlag Editura Seara, Bukarest 1996
- Corijent la cele sfinte. 2004
- Cele mai frumoase, 101 poezii. 2006
- Femeile din secolul trecut. 2010
- Iubirea mea să scoată țări din criză. 2011
- Scaunul cu trei picioare. 2019 (erschien 2020 auch als Hörbuch auf CD)

### Deutsche Übersetzungen
- Gedichte. Mit Zeichnungen von Sascha Juritz. Übersetzt von Werner Söllner. Pawel Pan Presse, Dreieich 1982.
- Exil im Pfefferkorn. Gedichte. Ausgewählt, übersetzt und mit einem Nachwort versehen von Werner Söllner. Suhrkamp Verlag, Frankfurt am Main 1989, ISBN 3-518-11589-8.
- Ein Maulkorb fürs Gras. Übersetzt von Werner Söllner. Ammann Verlag, Zürich 1990, ISBN 978-3-250-01038-8.
- Lyrik, Revolution und das neue Europa. Ansprachen und Texte anläßlich der Verleihung der Akademischen Ehrenbürgerwürde der Universität Augsburg. (= Augsburger Universitätsreden, 21). Herausgegeben von Ioan Constantinescu und Henning Krauß. Universität Augsburg 1991.
- Mircea Dinescu, Dichter und Bürgerrechtler: Neue Gedichte, Dokumente, Analysen. 2. Aufl. 1994.
- Ich bin der Besitzer der Brücken. Gedichte. Mit Originalgrafiken von Sascha Juritz. Verlag Dieter Strametz, Eschborn 1997.